# Shannon Finn
Shannon Finn (né le 25 janvier 1972 à Toronto, dans la province de l'Ontario au Canada) est un joueur de hockey sur glace. Il évoluait au poste de défenseur. 

## Biographie

### Carrière junior
Shannon dispute toute sa carrière junior pour les Flames de l’UIC dans la Central Collegiate Hockey Association de 1991 à 1995.

### Carrière professionnelle
Il commence sa carrière professionnelle lors de la saison 1994-1995, en disputant trois rencontres avec le Moose du Minnesota dans la  Ligue internationale de hockey . 
L’année suivante, il s’engage avec les Rivermen de Peoria, avec lesquels il s’incline en quart de finale durant les Séries éliminatoires.
Durant la saison 1996-1997, il dispute un match pour les Komets de Fort Wayne, puis deux pour les Grizzlies de l'Utah, avant de s’engager avec les Admirals de Milwaukee.
En 1998-1999, il dispute la saison entre deux équipes différentes, les Admirals en LIH et les Bears de Hershey en Ligue américaine de hockey.
Il dispute une dernière saison en 1999-2000 avec les Aeros de Houston (huit matchs) et les Vipers de Détroit (vingt-huit matchs).

## Statistiques
| Saison    | Équipe                | Ligue |    | Saison régulière | Saison régulière | Saison régulière | Saison régulière | Saison régulière |   | Séries éliminatoires | Séries éliminatoires | Séries éliminatoires | Séries éliminatoires | Séries éliminatoires |
| Saison    | Équipe                | Ligue | PJ | B                | A                | Pts              | Pun              | PJ               | B | A                    | Pts                  | Pun                  |                      |                      |
| 1991-1992 | Flames de l’UIC       | CCHA  | 36 | 6                | 14               | 20               | 80               |                  |   |                      |                      |                      |                      |                      |
| 1992-1993 | Flames de l’UIC       | CCHA  | 36 | 6                | 13               | 19               | 48               |                  |   |                      |                      |                      |                      |                      |
| 1993-1994 | Flames de l’UIC       | CCHA  | 39 | 5                | 22               | 27               | 42               |                  |   |                      |                      |                      |                      |                      |
| 1994-1995 | Flames de l’UIC       | CCHA  | 37 | 9                | 23               | 32               | 40               |                  |   |                      |                      |                      |                      |                      |
| 1994-1995 | Moose du Minnesota    | LIH   | 3  | 0                | 2                | 2                | 6                |                  |   |                      |                      |                      |                      |                      |
| 1995-1996 | Rivermen de Peoria    | LIH   | 67 | 4                | 22               | 26               | 75               | 12               | 1 | 1                    | 2                    | 10                   |                      |                      |
| 1996-1997 | Komets de Fort Wayne  | LIH   | 1  | 0                | 1                | 1                | 2                |                  |   |                      |                      |                      |                      |                      |
| 1996-1997 | Grizzlies de l'Utah   | LIH   | 2  | 0                | 2                | 2                | 4                |                  |   |                      |                      |                      |                      |                      |
| 1996-1997 | Admirals de Milwaukee | LIH   | 70 | 7                | 8                | 15               | 83               | 3                | 1 | 1                    | 2                    | 2                    |                      |                      |
| 1997-1998 | Admirals de Milwaukee | LIH   | 74 | 5                | 28               | 33               | 108              | 10               | 4 | 5                    | 9                    | 10                   |                      |                      |
| 1998-1999 | Admirals de Milwaukee | LIH   | 35 | 6                | 11               | 17               | 22               | 2                | 0 | 0                    | 0                    | 6                    |                      |                      |
| 1998-1999 | Bears de Hershey      | LAH   | 42 | 4                | 15               | 19               | 57               |                  |   |                      |                      |                      |                      |                      |
| 1999-2000 | Aeros de Houston      | LIH   | 8  | 0                | 0                | 0                | 6                |                  |   |                      |                      |                      |                      |                      |
| 1999-2000 | Vipers de Détroit     | LIH   | 28 | 2                | 0                | 2                | 48               |                  |   |                      |                      |                      |                      |                      |